# Wolfgang G. Haas

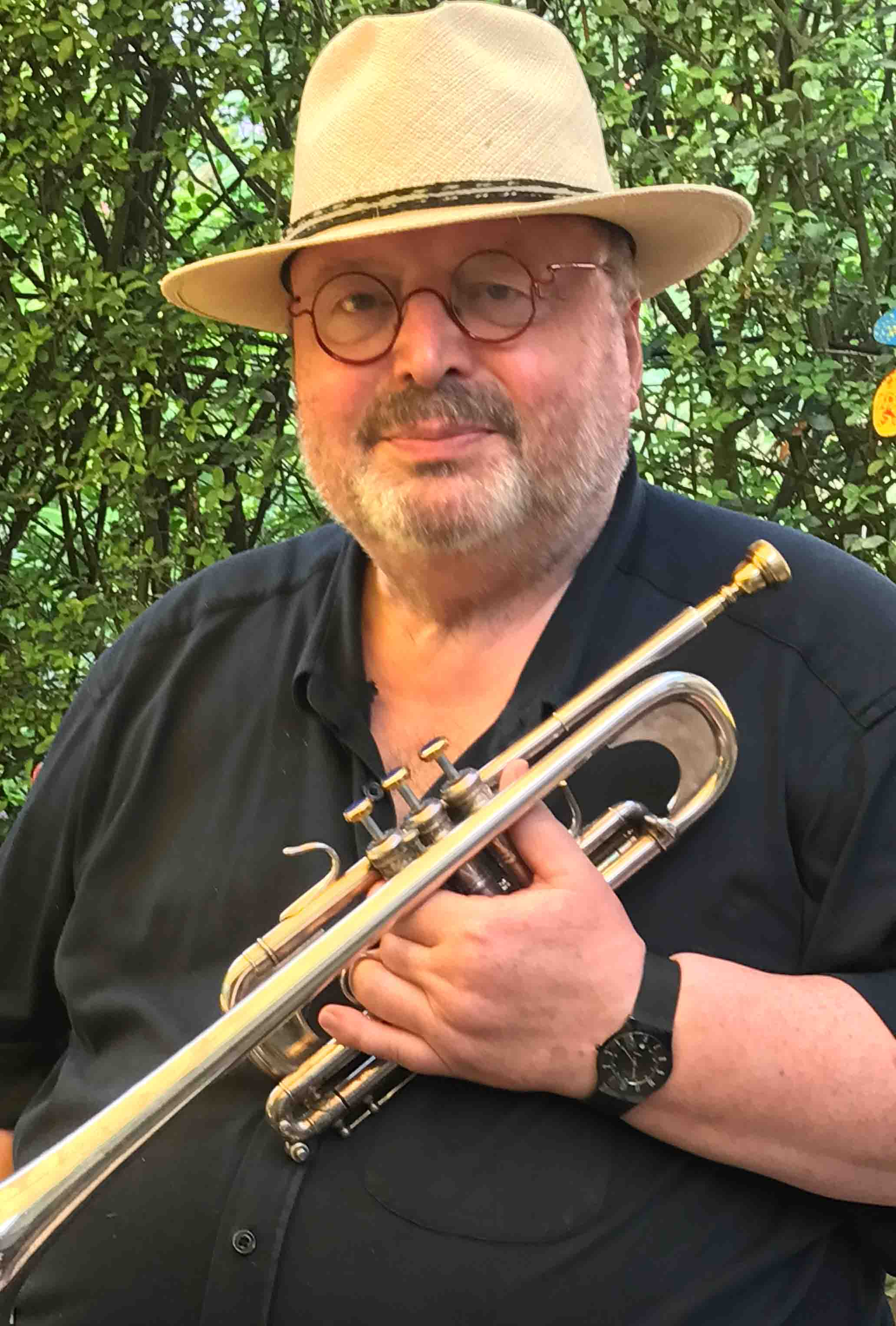
Wolfgang G. Haas, 2017

Wolfgang Georg Haas (meist Wolfgang G. Haas) (* 9. Juni 1946 in Köln) ist ein deutscher Trompeter, Musikdozent und Verleger.

## Leben
Wolfgang G. Haas studierte an der Hochschule für Musik Köln bei Adam Zeyer (1911–1995), Hermann Schroeder und an dem Musikwissenschaftlichen Institut Schola Cantorum Basiliensis in Basel bei Edward H. Tarr. Weitere Lehrer waren Henry Müller (Solo-Trompeter im Gürzenich-Orchester), Walter Holy, Franz Willy Neugebauer, Helmut Schneidewind (alle WDR-Rundfunkorchester). Er gewann drei Mal den Wettbewerb „Jugend musiziert“.
Nach verschiedenen Orchester- und Ensembletätigkeiten beim Stabsmusikkorps der Bundeswehr, bei Musica Negativa, Brass Art, Trompete und Orgel Köln, beim Edward H. Tarr-Brass-Ensemble, dem Gürzenich-Orchester und dem Trio con Voce Colonia ist er vor allem als Solist tätig. Seine Tätigkeit ist besonders auf die Naturtrompete/Barocktrompete, und Piccolotrompete und die Historische Aufführungspraxis insgesamt ausgerichtet. Er ist Mitglied der königlichen Akademie für schöne Künste „Santa Isabel de Hungria“ in Sevilla. Seit 2011 ist er Gründungsmitglied des internationalen ADE-Trios, mit Heinz Kraschl (Viola), Salzburg und Prof. Juan Rodríguez Romero (Klavier, Cembalo), Sevilla.

## Berufliches Wirken
Wolfgang G. Haas hat mehr als 100 Aufnahmen mit (Barock-)Trompeten und Zinken gestaltet, seine Konzertreisen führen ihn durch Europa, Südamerika und Asien.
Von 1969 bis 2009 hatte Wolfgang G. Haas eine Dozentenstelle an der Rheinischen Musikschule Köln und leitete eine Trompetenklasse für barocke und moderne Trompete, Bläser-Kammermusik und das Sinfonische Blasorchester. Außerdem ist er Gastdozent verschiedener internationaler Kurse und  Meisterklassen (unter anderem Weikersheim (MJD), Mallorca (Spanien)). Von 1974 bis 2003 war er (Gründungs-)Mitglied des Ensembles Trompete und Orgel Köln zusammen mit dem Altenberger (bei Köln) Domorganisten Paul Wißkirchen. In dieser Zeit fand eine rege Konzerttätigkeit mit vielen international bekannten Kollegen statt. Ab 2011 ist er Mitglied des internationalen ADE-Trios mit Heinz Kraschl, Viola (ab 2020 Álvaro Arrans) und Juan Rodríguez Romero, Cembalo/ Klavier.
Seit 1985 leitet er den Wolfgang G. Haas – Musikverlag Köln e. K. Schwerpunkte bilden hier das Werk von Stanley Weiner, Gerhard Deutschmann, Franz Möckl, Bernhard Krol, Hans-Ludwig Schilling, Jiří Laburda, Juan Rodríguez Romero, Pavel Josef Vejvanovský, Theodor Leschetizky, Taras Yachshenko, Manfred Gerigk OP sowie Erstausgaben der Musik des 17./18. Jahrhunderts aus europäischen Bibliotheken. Im Verlag befinden sich Arbeiten führender Herausgeber, unter anderem Edward H. Tarr, Burhard Muth, Paul Wisskirchen. Außerdem werden die musikwissenschaftliche Buchreihen Kölner Musikbeiträge in deutscher und die Reihe Cologne Music Series in englischer Sprache herausgegeben. Seit 1999 wurde der Verlag durch die CD-Produktreihe und das Label Haas Classic Cologne erweitert. Werkreihen sind mit „Bilder einer Orgel“, „Orchesterbilder“, „Komponisten-Porträts“, „Secrets of Music“ im Focus. Das Magazin Brass Journal plus erscheint vierteljährlich.

## Diskografie
- Paul Wisskirchen, Wolfgang G. Haas: Trompete und Orgel Köln. Audio-CD, Tmk Medienproduktion & Vertrieb (TMK)
- Wolfgang G. Haas, Trompetenensemble Köln: Das Posthorn. Historische Signale und Musikstücke. Audio-CD, Museumsstiftung Post und Telekommunikation
- Irmtraud Tarr, Wolfgang G. Haas, Joseph de Torres y Vergara, Jose Lidon: Mexikanische & spanische Orgelmusik – Mexican & Spanish Organ Music – an der Orgel von Jordi Bosch in Santanyi (Mallorca). Audio-CD

## Tondokumente und Schriften
Tondokumente
- Alessandro Scarlatti: Sämtliche Arien für Sopran, Trompete und Orgel: Christiane Rost, Sopran, Wolfgang G. Haas, Trompete, Paul Wisskirchen, Orgel.
- Festival International der Trompeta de Calvia: Wolfgang G. Haas; György Geiger; Edward H. Tarr, Trompeten mit dem Orquestra Camerata Budapest Director: Juan Rodrígues Romero. Werke von Tomaso Albinoni; John Humphries; Giuseppe Torelli; Georg Philipp Telemann u. a.
- Aus dem Dom zu Altenberg
- Trompete und Orgel Köln: Wolfgang G. Haas, Trompete, Paul Wißkirchen, Orgel: Verschiedene Aufnahmen:
  - Folge 1: Schilling; Jiří Laburda; Lindbeg; Krol; Hermann Schroeder; Weiner. Köln 1998, HaasClassicCologne (HCC 98 002).
  - Folge 3: Catelinet; Johann S. Bach; Jean Langlais; Rameau u. a. Köln 2001, HaasClassicCologne (HCC 2001 007)
  - Folge 4: Gottfried Reiche; Simon Stubley; John Stanley; John James; Georg Friedrich Händel; Jeremiah Clarke; William Boyce; Giuseppe Aldrovandini; Giuseppe Jaccini; Johann Sebastian Bach; Jean-Philippe Rameau, Köln 2001, HaasClassicCologne (HCC 2001 008).
  - Folge 5: Marc Antoine Charpentier; Georg Philipp Telemann; Henry Purcell; Jean-Joseph Mouret; John Humphries; Heinrich Ignaz Franz Biber; Pavel Josef Vejvanovský, Max Reger; Stanley Weiner u. a., Köln 2006, HaasClassicCologne (HCC 2006 005).
- Secrets of Music II: 2 Trompeten und Orgel: Wolfgang G. Haas, Edward H. Tarr Trompeten, Rolf Müller, Paul Wißkirchen, Orgel mit Werken von Pavel Josef Vejvanovský, Vincenzo Albrici, Domenico Gabrielli, Antonio Vivaldi, Francesco Onofrio Manfredini, Gerhard Deutschmann, Bernhard Krol, Hermann Schroeder, Robert Musiól. (HCC 2004 012).

Schriften
- Albert Hiller: Trompetenmusiken aus drei Jahrhunderten (um 1600–nach 1900). Kölner Musikbeiträge (ISSN 0939-4583) Band 1–3, Köln 1991.
- Stanley Weiner: Autobiographie. Kölner Musikbeiträge (ISSN 0939-4583) Band 4, Köln 1995.
- Stanley Weiner: Werkverzeichnis (WeinWV). Kölner Musikbeiträge (ISSN 0939-4583) Band 5, Köln 1995.
- Hermann Ludwig Eichborn: Girolamo Fantini. Kölner Musikbeiträge Band 6, Köln 1998, mit einem Essay von Edward H. Tarr, ISBN 3-928453-08-4.
- Hermann Ludwig Eichborn: Das alte Clarinblasen auf Trompeten. Kölner Musikbeiträge Band 7, Köln 1998, mit einem Essay von Edward H. Tarr, ISBN 3-928453-09-2.
- Jiří Laburda: Laburda Werkverzeichnis (LavWV). Kölner Musikbeiträge Band 9, Köln 2001, ISBN 3-928453-11-4.
- Franz Möckl: Möckl Werkverzeichnis (MWV). Kölner Musikbeiträge Band 14, Köln 2000, ISBN 3-928453-15-7.
- Gerhard Deutschmann: Deutschmann Werkverzeichnis (DWV). Kölner Musikbeiträge Band 15, Köln 2002, ISBN 3-928453-19-X.
- Franz-Georg Rössler: Rössler Werkverzeichnis Musik (RÖWV). Kölner Musikbeiträge Band 24, Köln 2006, ISBN 3-928453-24-6.